# Võru
Võru (võro: Võro, németül: Werro, oroszul: Выру) város Délkelet-Észtországban, Võru megye (észtül: Võru maakond) székhelye. Saját önkormányzattal rendelkezik és önálló közigazgatási egységet (községet) alkot. 2017-ig a korábbi Võru község székhelye is volt. Megyeszékhelyként a környező vidék kulturális, gazdasági és oktatási központja. Területén, más észtországi településekhez hasonlóan, számos kisebb-nagyobb tó található, köztük a város nyugati határát képező Tamula-tó. A környék már a mezolitikum óta lakott vidék, amely a középkorban vált a tartui érsekség védelmi vonalának részévé. Felvirágzását azonban a 18-19. század hozta el, amikor is számos ma is látható épületét felépítették. A város története során több alkalommal került a környező népek uralma alá, utoljára a huszadik század második felében, amikor is a szovjetek vették át a hatalmat. Mai városképét befolyásoló lakótelepei, tömbházai is ebben az időszakban, az iparosítás időszakában épültek. Napjainkban a város gazdaságának gerincét a szolgáltatások és az idegenforgalomhoz kapcsolódó gazdasági vállalkozások jelentik, melyet jó közlekedésföldrajzi adottságai is támogatnak. A megyeszékhely számos kulturális programot és látnivalót kínál, ezen felül egyházi és oktatási központ.

## Fekvése

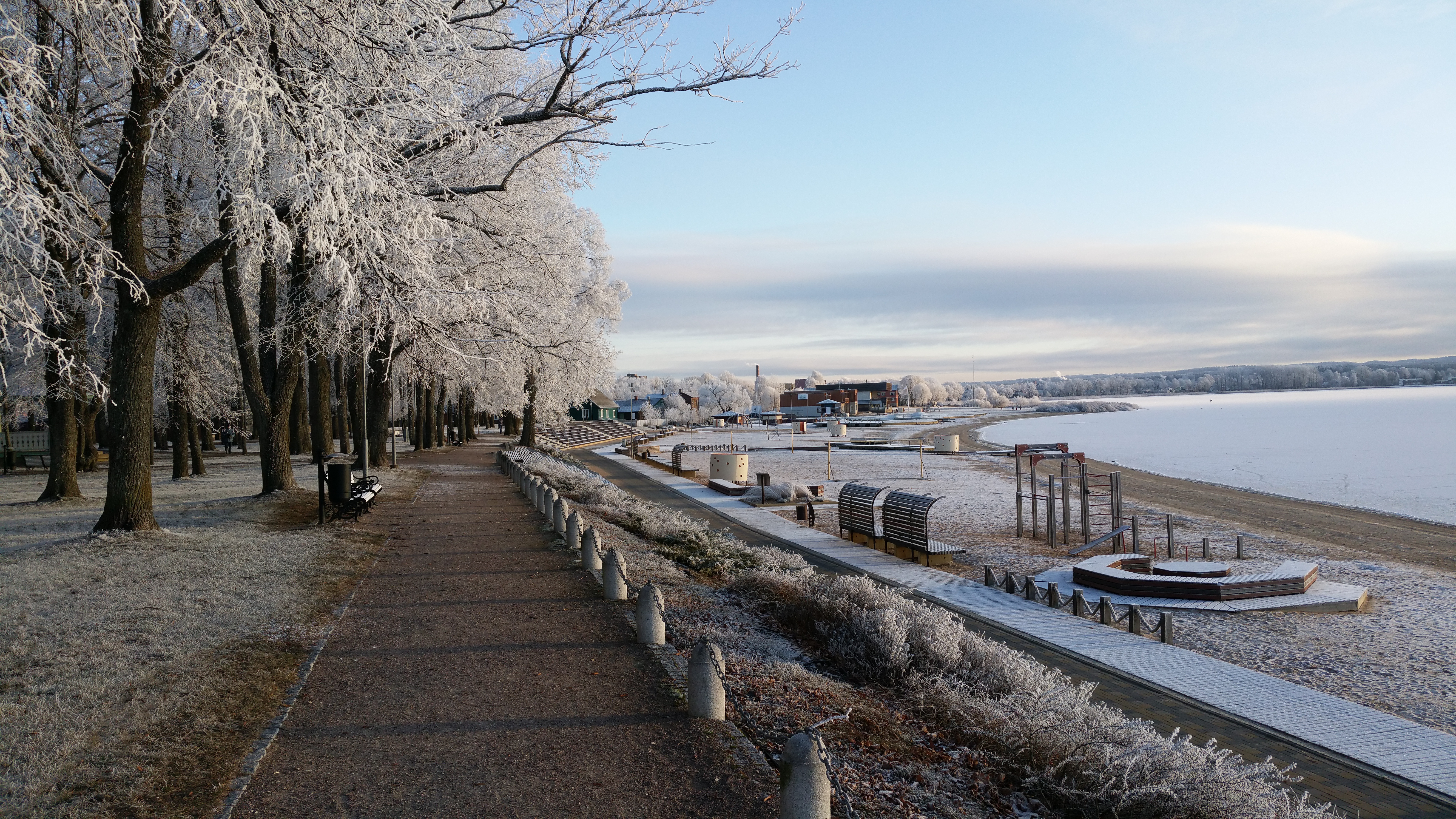
A Kreutzwald park télen

Võru nyugati részén található a Tamula-tó, melynek vizét a Vahejõgi csatorna szállítja el a közelben folyó Võhandu-folyóba. A Tamula-tótól nyugatabbra a Vagula-tó kiterjedt víztükre fekszik, melynek partján található Roosisaare falu. A várost délkelet felől átszeli a Koreli-patak. A település viharos régmúltjára emlékeztetnek a Kirumpääi erőd romjai. Számos tó akad területén és közvetlen közelében, mint például a Papp-tó, valamint a Verijärv. A belvárost a Katariina allee (Katarina fasor) köti össze a Friedrich Reinhold Kreutzwald parkkal, valamint a Tamula-tóval.
Võru közúton 3,5 órányi távolságra van a fővárostól, Tallinntól, Narva 3 óra, Pärnu 2,5 óra,Viljandi 1,5 óra, míg Tartu mindössze 1 óra alatt elérhető. A lett főváros, Riga 3 óra 15 perc távolságra fekszik közúton.
A város közlekedésföldrajzi helyzete kielégítő, amely kedvez a helyi gazdaságnak, idegenforgalomnak. A megyeszékhely a Valga–Pszkovi-vasútvonal mentén állomással rendelkezik, ám ezen vonal 2001 óta csak teherszállítás céljából üzemel. Tartuból a Tartu–Valga-vasútvonal–Valga–Pszkovi-vasútvonal, illetve a Tartu–Pszkovi-vasútvonal–Valga–Pszkovi-vasútvonal érintésével közelíthető meg vasúton.
Észak-déli irányban, keleti elkerülővel érinti a várost a 2-es főút, valamint itt található a 64-es főút, a 65-ös főút, a 66-os főút és a 67-es főút egy-egy végpontja is.

### Éghajlata
A város éghajlata nedves kontinentális, meleg nyarakkal és hideg telekkel. 1992. augusztus 11-én itt mérték az országban valaha mért legmagasabb nappali hőmérsékletet, ami 35,6 °C volt. A tenger közelsége miatt a telek enyhébbek, míg a nyarak hűvösebbek, mint más hasonló szélességi körön fekvő területeken. A nedves légtömegek főleg nyugat felől, míg a hideg betörések északról, illetve keletről érik el a vidéket. Mivel a város az ország keleti felén fekszik, ezért ősztől kezdve, egészen tavaszig hidegebb az idő, mint a partvidéki területeken. Délies fekvésének köszönhetően, azonban nyáron magasabb hőmérséklet alakul ki ezen a vidéken, mint a tengerpartokon. A közeli Haanja-fennsíkon a hótakaró akár 135 napon keresztül is megmaradhat. A januári középhőmérséklet az ország középső és keleti részein -6 és -7 °C közt alakul. A legrövidebb nappal a téli napforduló idején Dél-Észtországban 6 óra 39 perc, míg a leghosszabb nappal a nyári napfordulókor 18 óra 10 perc.
| Hónap                                | Jan.  | Feb.  | Már.  | Ápr.  | Máj. | Jún. | Júl. | Aug. | Szep. | Okt.  | Nov.  | Dec.  | Év    |
| ------------------------------------ | ----- | ----- | ----- | ----- | ---- | ---- | ---- | ---- | ----- | ----- | ----- | ----- | ----- |
| Rekord max. hőmérséklet (°C)         | 9,6   | 12,4  | 18,0  | 26,9  | 30,7 | 33,5 | 35,2 | 35,6 | 29,9  | 22,2  | 13,3  | 11,2  | 35,6  |
| Átlagos max. hőmérséklet (°C)        | −1,9  | −1,8  | 3,3   | 11,1  | 17,7 | 20,7 | 23,2 | 21,7 | 15,7  | 9,5   | 2,8   | −0,9  | 10,2  |
| Átlaghőmérséklet (°C)                | −4,6  | −5,1  | −0,8  | 5,9   | 11,9 | 15,5 | 18,0 | 16,6 | 11,3  | 6,3   | 0,5   | −3,3  | 6,1   |
| Átlagos min. hőmérséklet (°C)        | −7,2  | −8,4  | −4,2  | 1,1   | 6,1  | 10,5 | 13,0 | 11,9 | 7,5   | 3,5   | −1,7  | −5,8  | 2,3   |
| Rekord min. hőmérséklet (°C)         | −35,8 | −35,6 | −26,7 | −12,5 | −5,4 | 0,2  | 1,7  | 3,5  | −3,8  | −14,4 | −21,9 | −34,6 | −35,8 |
| Átl. csapadékmennyiség (mm)          | 46    | 34    | 36    | 30    | 52   | 84   | 80   | 86   | 62    | 64    | 51    | 47    | 672   |
| Havi napsütéses órák száma           | 26    | 58    | 122   | 185   | 261  | 247  | 272  | 228  | 137   | 78    | 29    | 17    | 1659  |
| Forrás: Észt Meteorológiai Szolgálat |       |       |       |       |      |      |      |      |       |       |       |       |       |

## Története

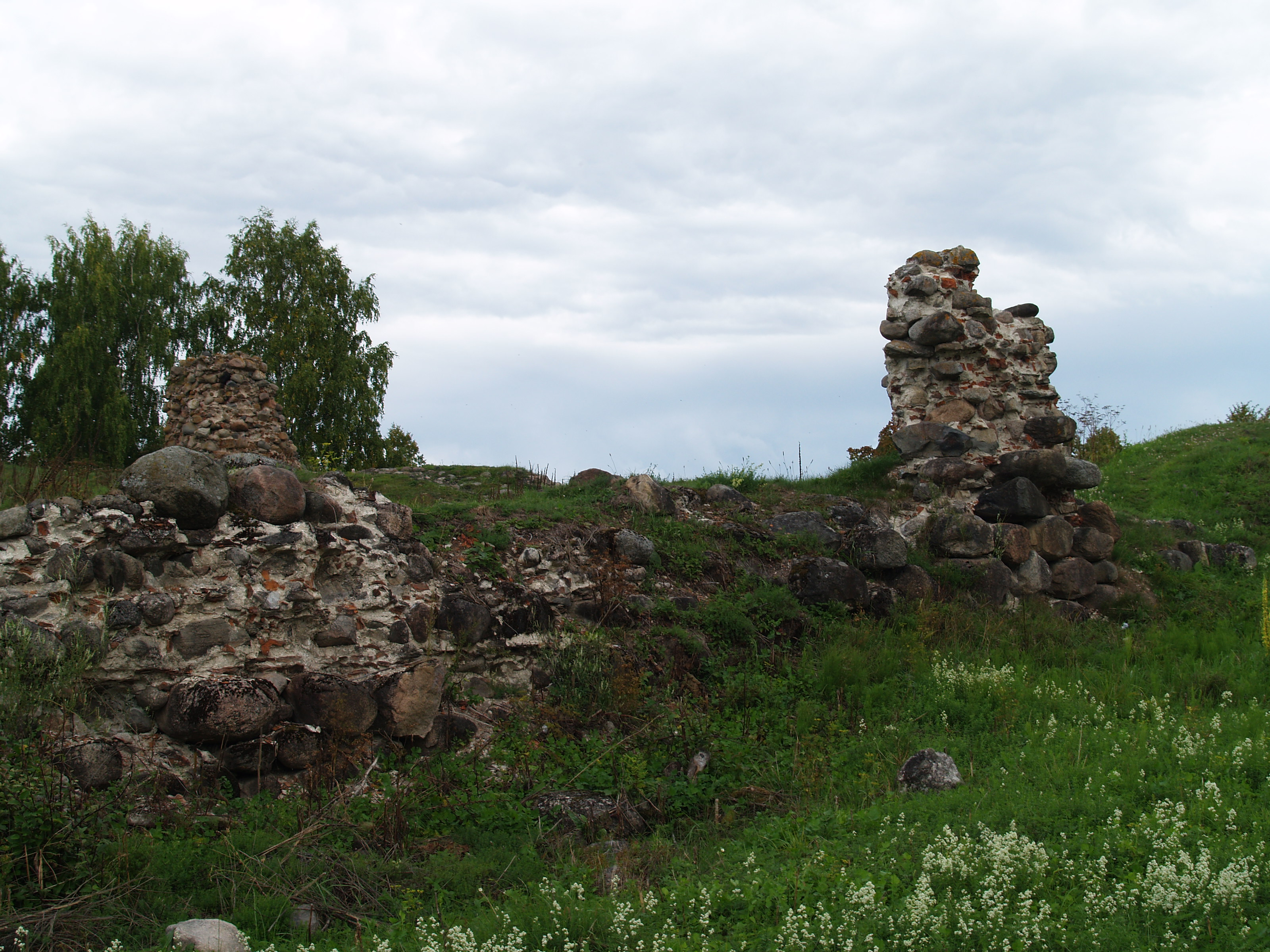
A Kirumpääi-erőd maradványai

A legkorábbi régészeti lelet Võru jelenlegi területéről egy női koponya a mezolitikum idejéből. Ez a legrégibb koponya, amit Észtország területén találtak. Võrumaa területén az első emberek a Võhandu folyó partján telepedtek le: Kääpa 5000 éve, Villa 4500 éve települt be, a Tamula telep az i. e. 3. évezred első negyedétől a 2. évezred első feléig volt lakott.
A környék nevezetessége a város északi peremén elhelyezkedő Kirumpääi erőd, melynek első említése 1322-re datálható. Az erőd célja tartui püspökség keleti határának védelme volt. Hamarosan kereskedők és kézművesek nagy számban telepedtek a kőerőd köré. Võru körülbelül egy kilométerre található a híres erődítménytől. Az épületegyüttes 1656-ban pusztult el az orosz-svéd háborúban, 128 évvel Võru alapítása előtt.
A võrui birtok első említése 1590-ben történt, a lengyel uralom idején. A nagy északi háború után kezdődő orosz korban Erzsébet orosz cárnő az erőd környékének egy részét Bestuev-Rjumin bárónak ajándékozta. Kirumpää földjeit eladták, később a Müller családé lett, akik a võrui birtokot eladták von Mengden főkormányzónak, aki új tartományi központot akart létrehozni a birtokon.
1783-ban II. Katalin parancsára Tartu déli és délkeleti részéből új tartomány jött létre. Később George von Browne főkormányzónak adta a birtokot azzal a kikötéssel, hogy alapítson várost a területén. Az akkori birtok főépülete átalakítva még ma is áll.
1784. augusztus 21-én a főkormányzó rendeletet adott ki, melyben kihirdette, hogy az új város neve Võru, és augusztus 21 az alapításának napja.

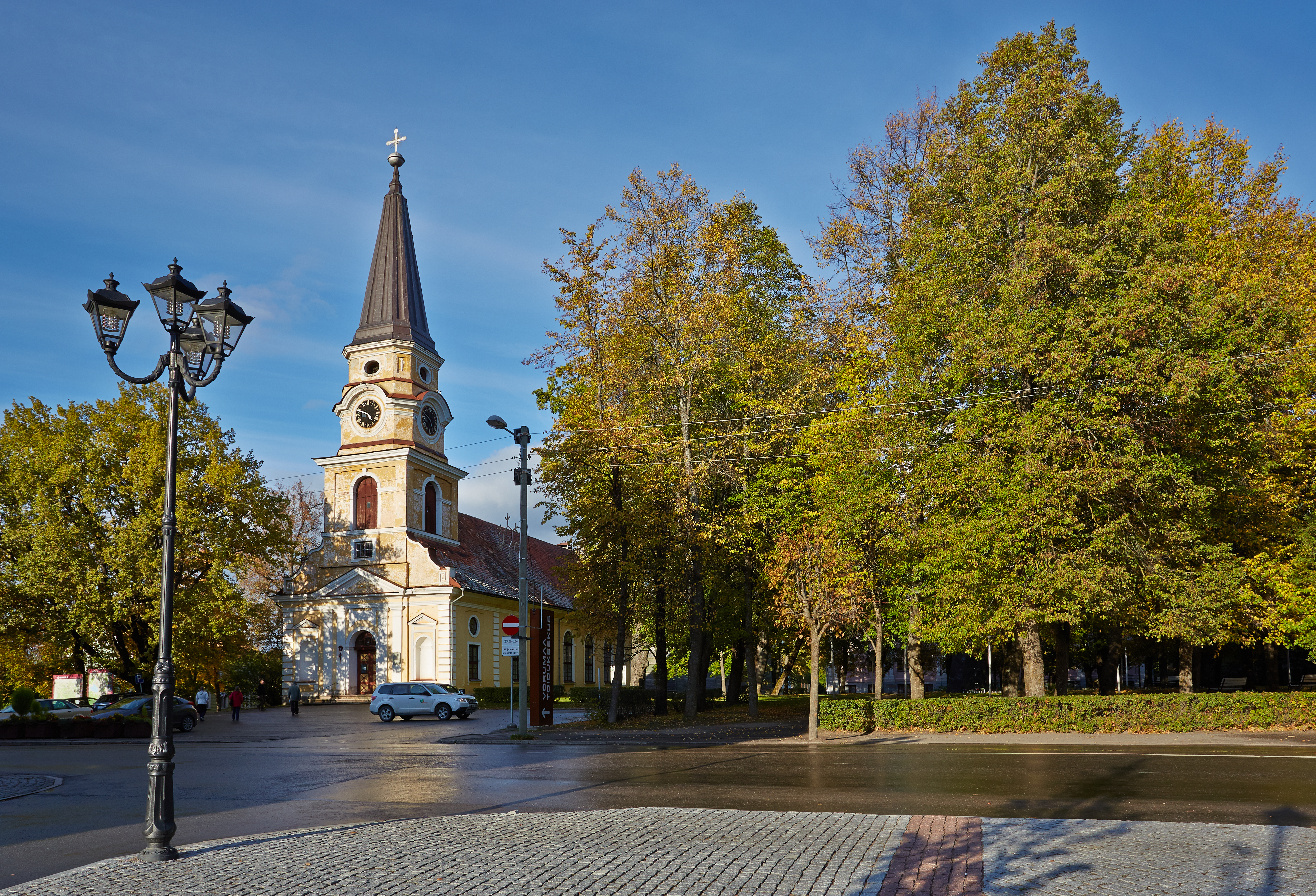
Az 1788 és 1793 közt épült evangélikus templom.

1785-ben elkészült a város utcaszerkezetének terve, mely szabályos, derékszögű útkereszteződésekkel dolgozott. A történelmi szerkezet máig megmaradt, ahogy az egyszintes épületek egyeduralma is. A szabályos városszerkezet mellett a különleges faépületek adják a város érdekességét.
1789-1806 között épült a város kéttornyú ortodox temploma, 1788-1793 között pedig a korai klasszicista lutheránus templom. Ez utóbbi emlékeztet a rigai építészetre, ezért sejtik, hogy tervezője a rigai Christoph Haberlandt lehetett.

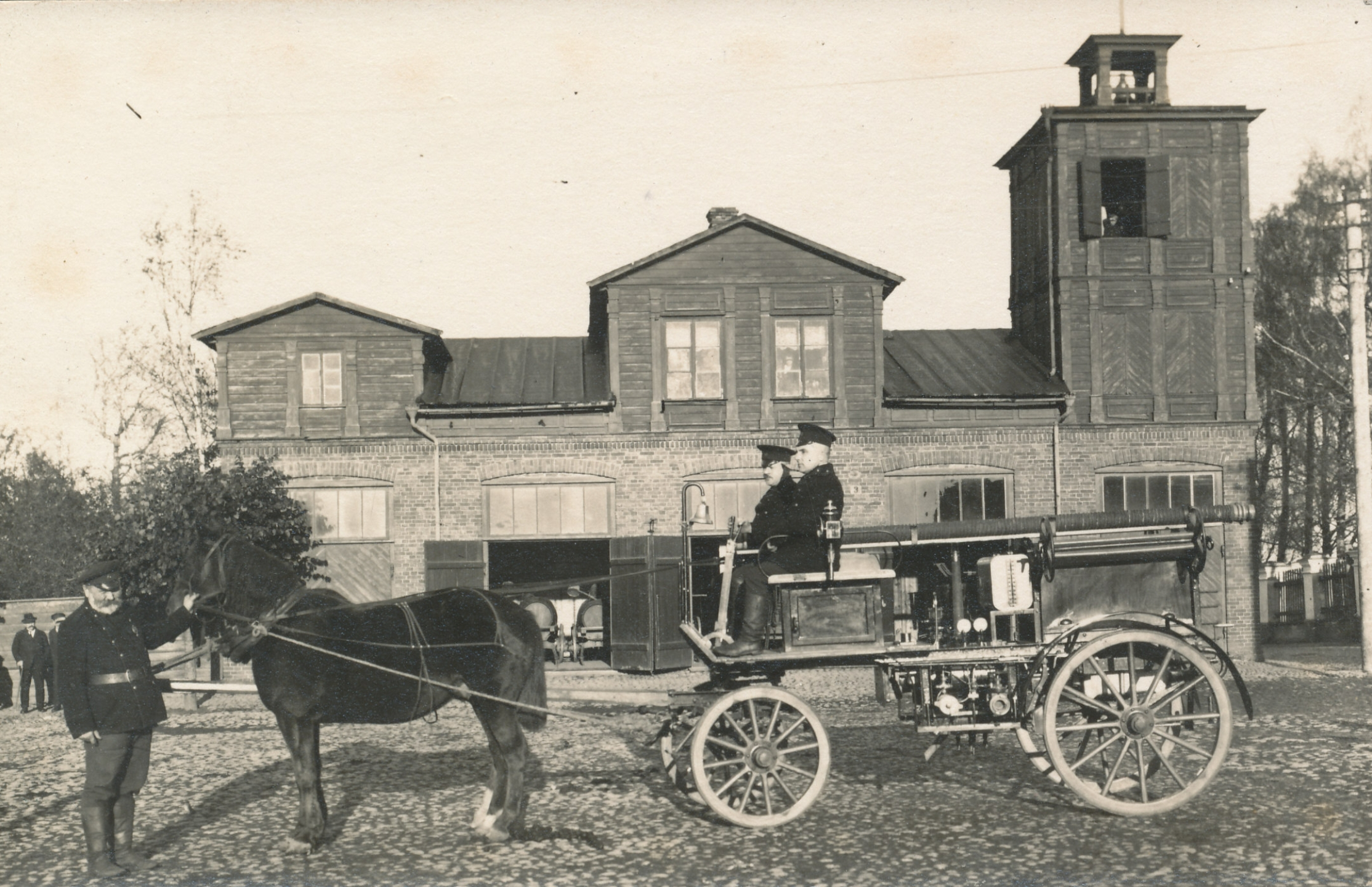
Võru város tűzoltóságának esetkocsija 1923-ban

Võru 215 évig volt a környék kulturális központja. A város korai éveiben német városvezetők irányították, észtek csak 1902-től vettek részt hatalomban, mikor Adam Tiganiket és Johan Laurit beválasztották a városi tanácsba.
Võru híres iskolaváros is volt. 1830-40-es években itt működött H. Krümmer bentlakásos magániskolája és Genge leánygimnáziuma. A 19. század második felében 7 iskola működött a városban 31 tanárral és 317 diákkal. Összehasonlításként 1884-ben a város lakóinak száma 2700 fő körül mozgott. A város önkéntes alapon szerveződő tűzoltóságát 1867-ben alapították. 1884-ben a város lakossága 2697 fő volt, ebből 100 fő volt önkéntes tűzoltó. 1899-ben felújították a tűzoltólaktanyát és annak tűztornyát.
1914-ben megnyílt a kézműipari lányiskola, 1925-ben pedig az ipari iskola.
1867-ben alakult az önkéntes tűzoltó közösség, 1881-ben a kórus és színházközösség. 1922-ben kapta meg a Vörui Önkéntes Tűzoltóság (észt nyelven: Võru Vabatahtlik Tuletõrjeühing) az első esetkocsit. 1927-48 között hivatalos színház működött a városban. 1926-ban 9 könyvtár, 36 különböző közösség és társaság gazdagította Võru kulturális életét, valamint 2 napilap is megjelent.
A 19. században és a 20. század első évtizedeiben fellendült a gazdasági élet. Az 1889-ben átadott vasútvonal közvetlen összeköttetést biztosított Lettország fővárosával, Rigával és az Oroszországban fekvő Pszkov városával. 1899-ben indították az első telefonhívást Tartuba, 1915-ben bevezették az áramot. 1926-ban 31 ipari vállalkozás, 79 művészeti műhely, 5 bank, 4 vendégház és étterem, 3 szauna, és 148 kereskedelmi vállalkozás működött a városban. 1940-ben a lakosok száma 6600 volt.
A szovjet időszakban több nagy vállalkozást alapítottak: bútorgyár, tejgazdaság, cipőgyár, gázanalizátor gyár. A lakosság száma elérte a 18 ezret. Nagy lakótelepek épültek a város déli és keleti részein, amelynek következtében a város területe megnőtt.
A Szovjetunió bukása utána komoly gazdasági és szociális problémák alakultak ki. Az új, piacalapú gazdasági rendszer emellett új lehetőségeket nyújtott az élet minden területén való fejlődésre. A régi vállalkozásokat a piac igényeinek megfelelően újraszervezték.
1991-ben hozták létre a Võru Maakonna Tuletõrjeamet (Võru Megyei Tűzoltóságot).

## Demográfia
A város lakossága az 1980-as években érte el tetőpontját, 17 000 főt meghaladó lélekszámmal. Napjainkra 12 000 fő környékre csökkent a népesség, amely 1989-hez viszonyítva 30 százalékos csökkenést jelent. A város lakosságának csökkenésével párhuzamosan az itt élő nemzetiségek létszáma is jelentős mértékben visszaesett.
| Nemzetiség   | 1970  | 1970  | 1979  | 1979  | 1989  | 1989  | 2000  | 2000  | 2011  | 2011  |
| Nemzetiség   | Fő    | %     | Fő    | %     | Fő    | %     | Fő    | %     | Fő    | %     |
| ------------ | ----- | ----- | ----- | ----- | ----- | ----- | ----- | ----- | ----- | ----- |
| Összesen     | 15398 | 100   | 16767 | 100   | 17496 | 100   | 14879 | 100   | 12667 | 100   |
| Észtek       | 12307 | 79,93 | 13783 | 82,20 | 14985 | 85,65 | 13414 | 90,15 | 11651 | 91,98 |
| Oroszok      | 2277  | 14,79 | 2378  | 14,18 | 1934  | 11,05 | 1112  | 7,47  | 804   | 6,35  |
| Ukránok      | 312   | 2,03  | 261   | 1,56  | 249   | 1,42  | 99    | 0,67  | 64    | 0,51  |
| Fehéroroszok | 112   | 0,73  | 96    | 0,57  | 90    | 0,51  | 44    | 0,30  | 30    | 0,24  |
| Finnek       | 91    | 0,59  | 77    | 0,46  | 81    | 0,47  | 61    | 0,41  | 40    | 0,32  |
| Lettek       | 30    | 0,19  | 30    | 0,18  | 35    | 0,20  | 23    | 0,15  | 14    | 0,11  |
| Egyéb        | 269   | 1,75  | 142   | 0,85  | 122   | 0,70  | 126   | 0,85  | 64    | 0,51  |

## Kulturális élet

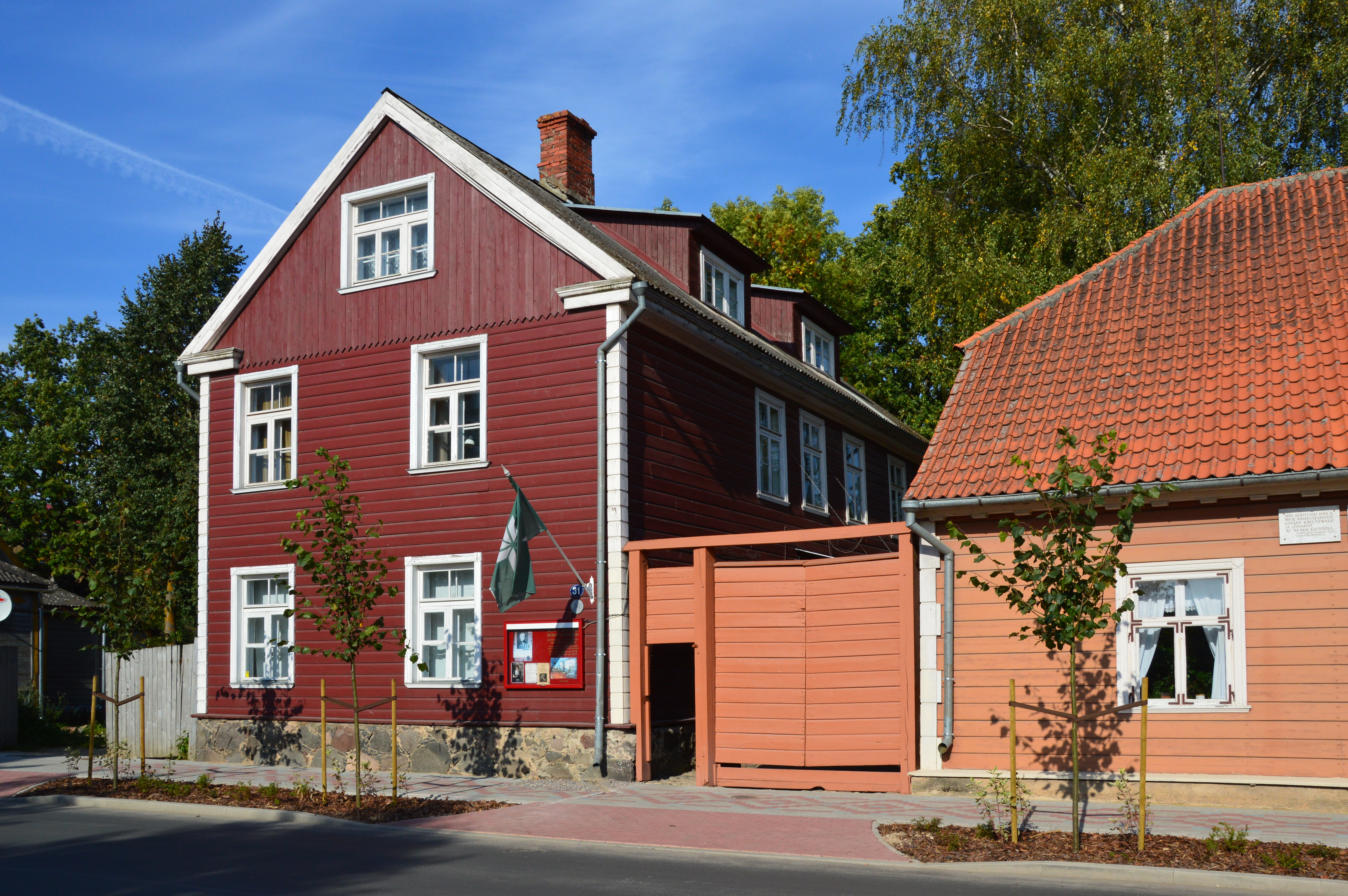
A Friedrich Reinhold Kreutzwald Emlékmúzeum épülete az íróról elnevezett úton

A városban 1995 óta minden év júliusában megrendezik a Võrui Folklór Fesztivált, július elején pedig a Romantikus fesztivált tartják. A város napjait pedig minden év augusztusában rendezik.
A város helytörténeti múzeuma mutatja be a település és környékének viharokkal tűzdelt múltját, ugyanitt egy galéria is megtalálható. A városi művelődési központban mozi, koncertterem, színházterem szerepel a kínálatban.
Élő rockzenei koncertet az Õlle 17 Pubban lehet hallgatni, míg a Spring Café a jazznek ad otthont. Az éjszakai élet szórakozóhelyei a Club Tartu, a Club Bermuda, a Club Capital, a Steding Cellar, valamint a Taevas ja Põrgu (Heaven and Hell).
1833 és 1877 között a városban élt Friedrich Reinhold Kreutzwald, észt író, az észt nemzeti eposz, a Kalevipoeg írója. Egykori lakóháza ma az írónak emléket állító múzeumként van nyitva.

## Gazdaság
A városban számos kávézó, étterem, bár, klub, valamint bolt található. A nagyobb észt kereskedelmi láncok közül a Rimi Baltic két üzlete, a Selver Vilja Selver nevű, a Maxima Võru Maxima nevű üzlete, a Coop helyi áruházlánca a Maksimarket, valamint a K-Rauta barkácsáruház, illetve a Võru Seeder bútoráruház helyi egységei képviseltetik magukat. Az autóval közlekedők öt benzinkutat is igénybe vehetnek a városban. Több kereskedelmi szálláshely is elérhető Võruban. A városban működik a finn tejipari óriásvállalat, a Valio tejipari cég sajtgyára.

## Oktatási intézmények
A városban két általános iskola működik, a Vörui Központi Iskola (Võru Kesklinna Kool) és a Võrui Kreutzwald Iskola (Võru Kreutzwaldi Kool), valamint egy gimnázium, a Võrui Gimnázium (Võru Gümnaasium), a Võrui Felnőttképző Intézet (Võru Täiskasvanute Gümnaasium), valamint a Võru Järve Kool iskola.
A gyermekek négy óvodába járnak a megyeszékhelyen.

## Sport
A városban számos sportolási lehetőséghez adottak a feltételek. A Võru Sportközpont (észtül: Võru Spordikeskus) területén futópálya, kalapácsvető pálya, futballpálya található. Az épületen belül edzőterem, fitneszterem, mászófal, dzsúdóterem, tollaslabdapálya, asztalitenisz asztalok találhatóak.
A várostól délre fekszik a  Kubija egészségpálya és edzőterem, (Kubija terviserajad ja harjutusväljak), ahol az erdőben kialakított 2 km hosszú aszfalt borítású rollerpályát használhatják a rollersízés szerelmesei. A pálya mellett több elemből álló szabadtéri edzőterem kapott helyet.

## Testvérvárosi kapcsolatai
A város a következő településekkel ápol testvérvárosi kapcsolatokat:
- Laitila, Finnország
- Iisalmi, Finnország
- Landskrona, Svédország
- Härryda, Svédország
- Alūksne, Lettország
- Joniškis, Litvánia
- Bad Segeberg, Németország
- Suwałki, Lengyelország
- Chambray-lès-Tours, Franciaország
- Szmoljan, Bulgária
- Kanyiv, Ukrajna

## Képek

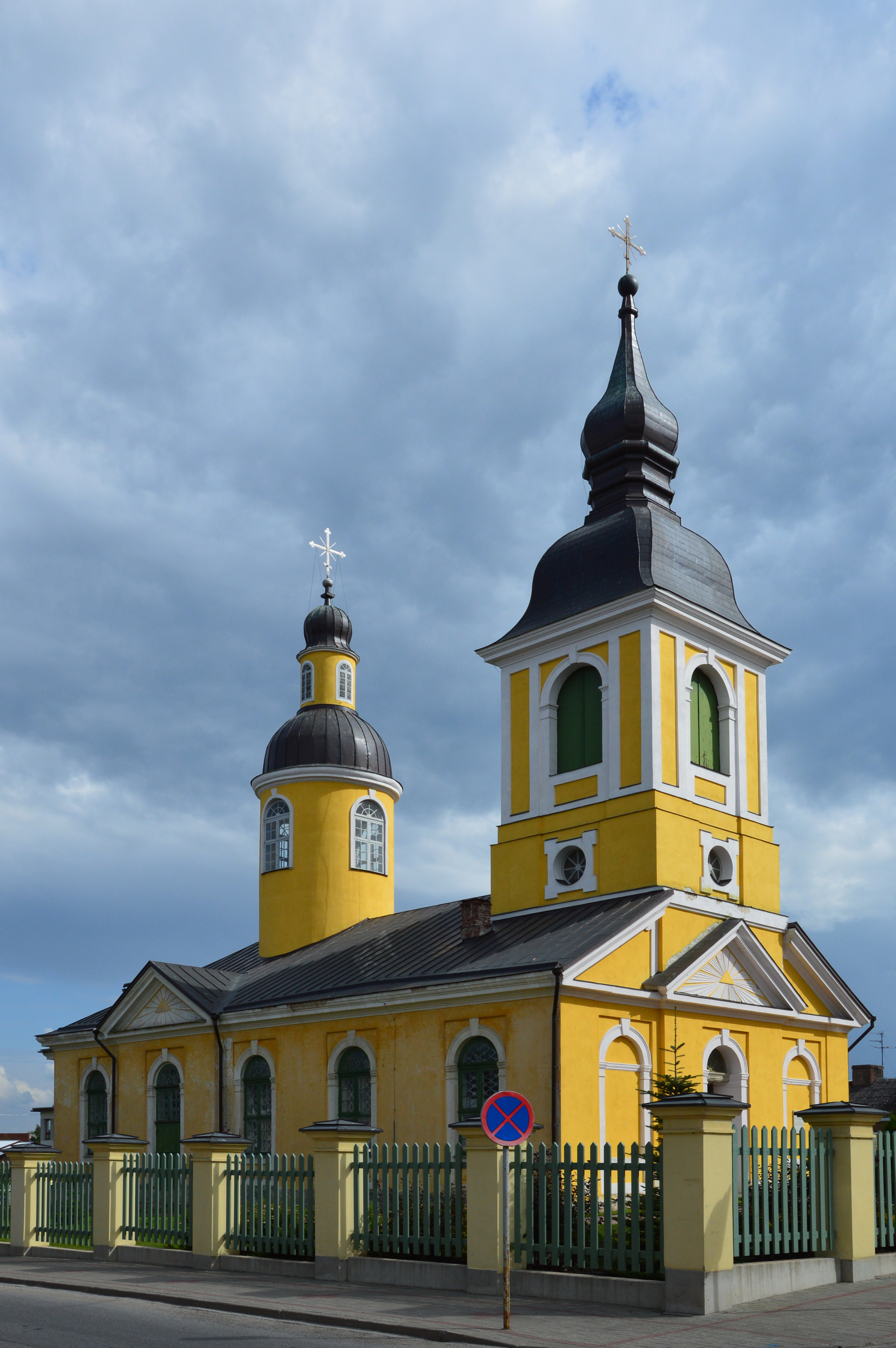
Az Alexandriai Szent Katalin Ortodox templom, Võruban
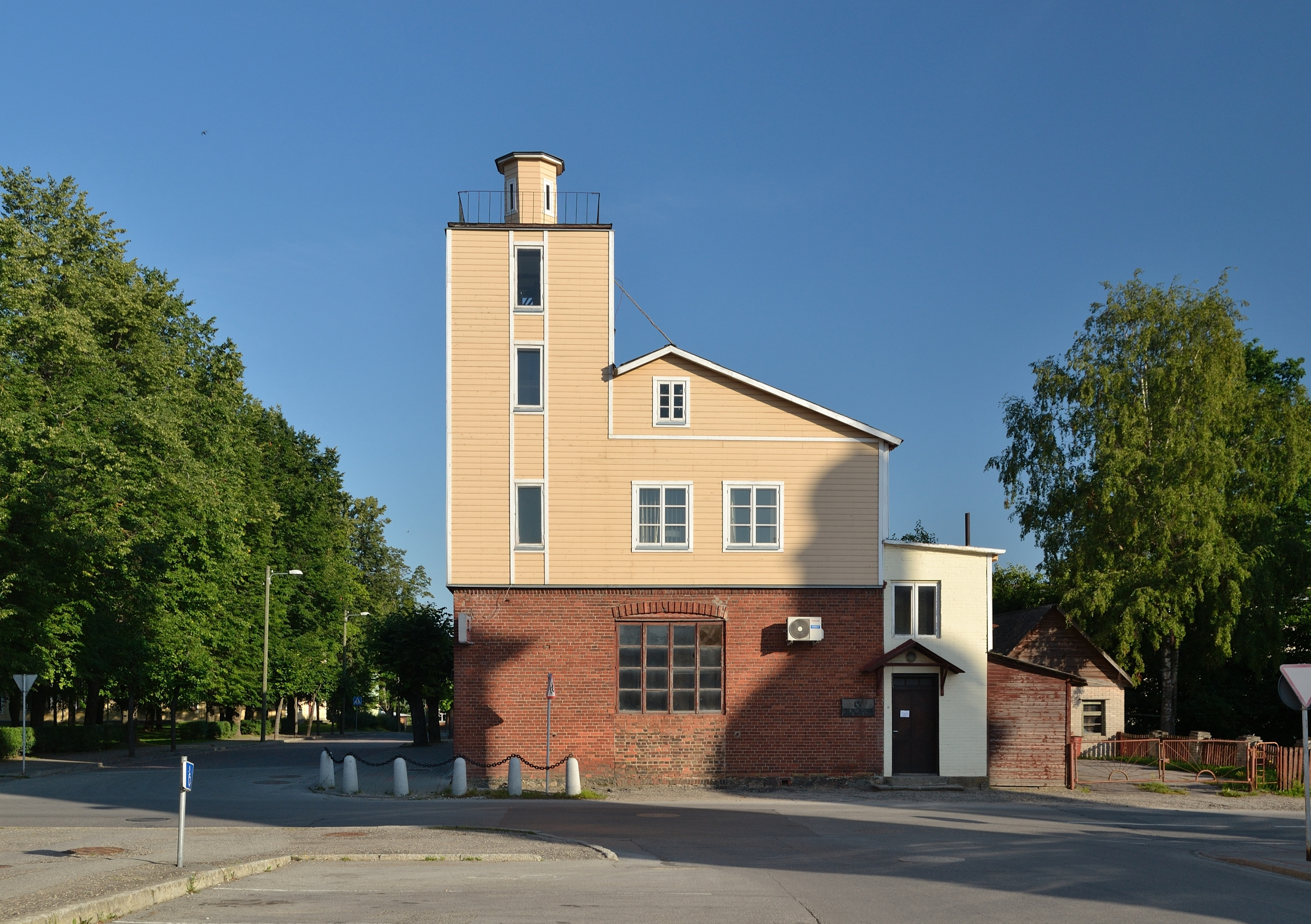
A városi tűzoltóság korábbi épülete a Seminari és a Tartu utcák kereszteződésében
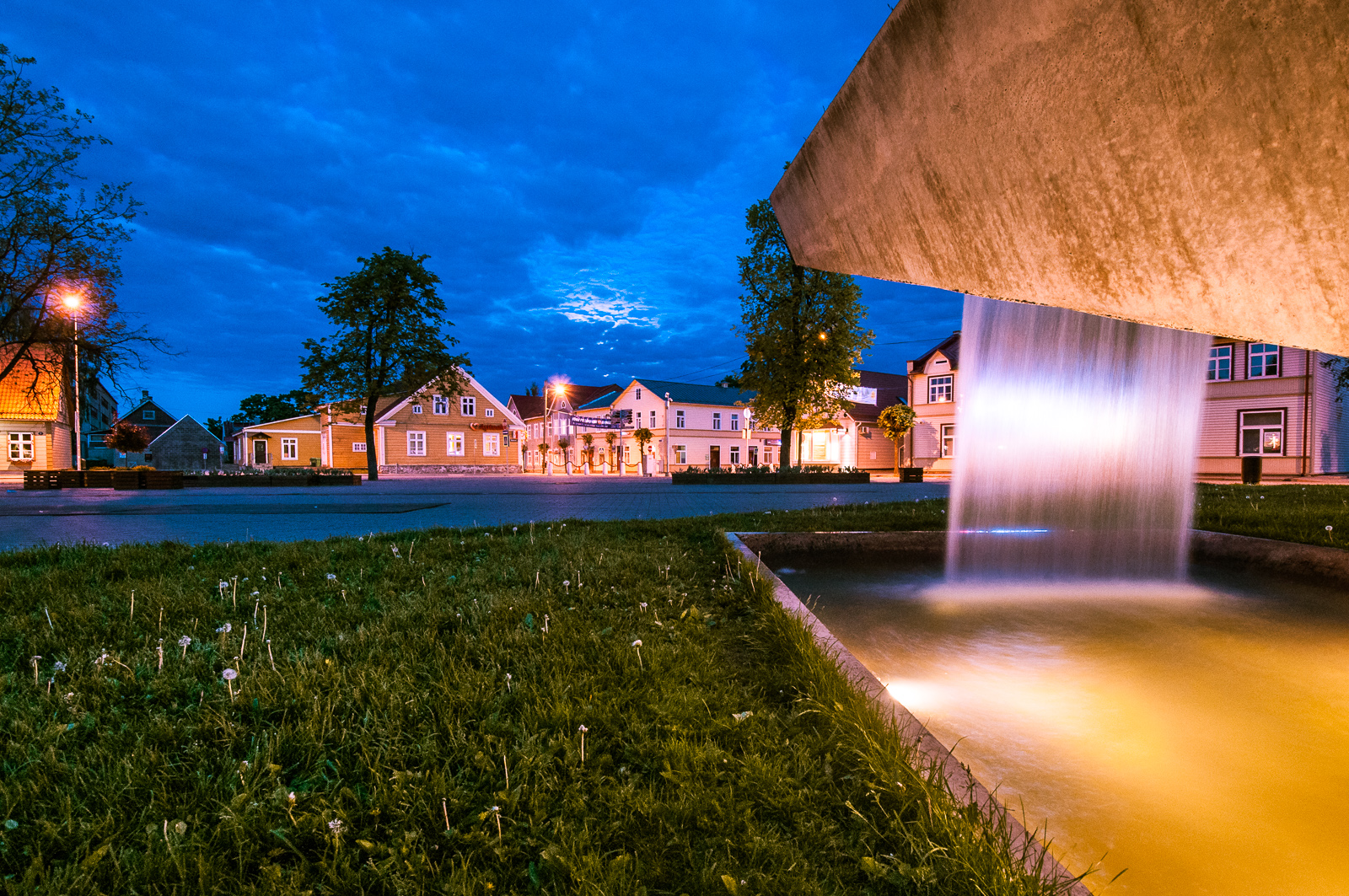
Võru belvárosa éjjel
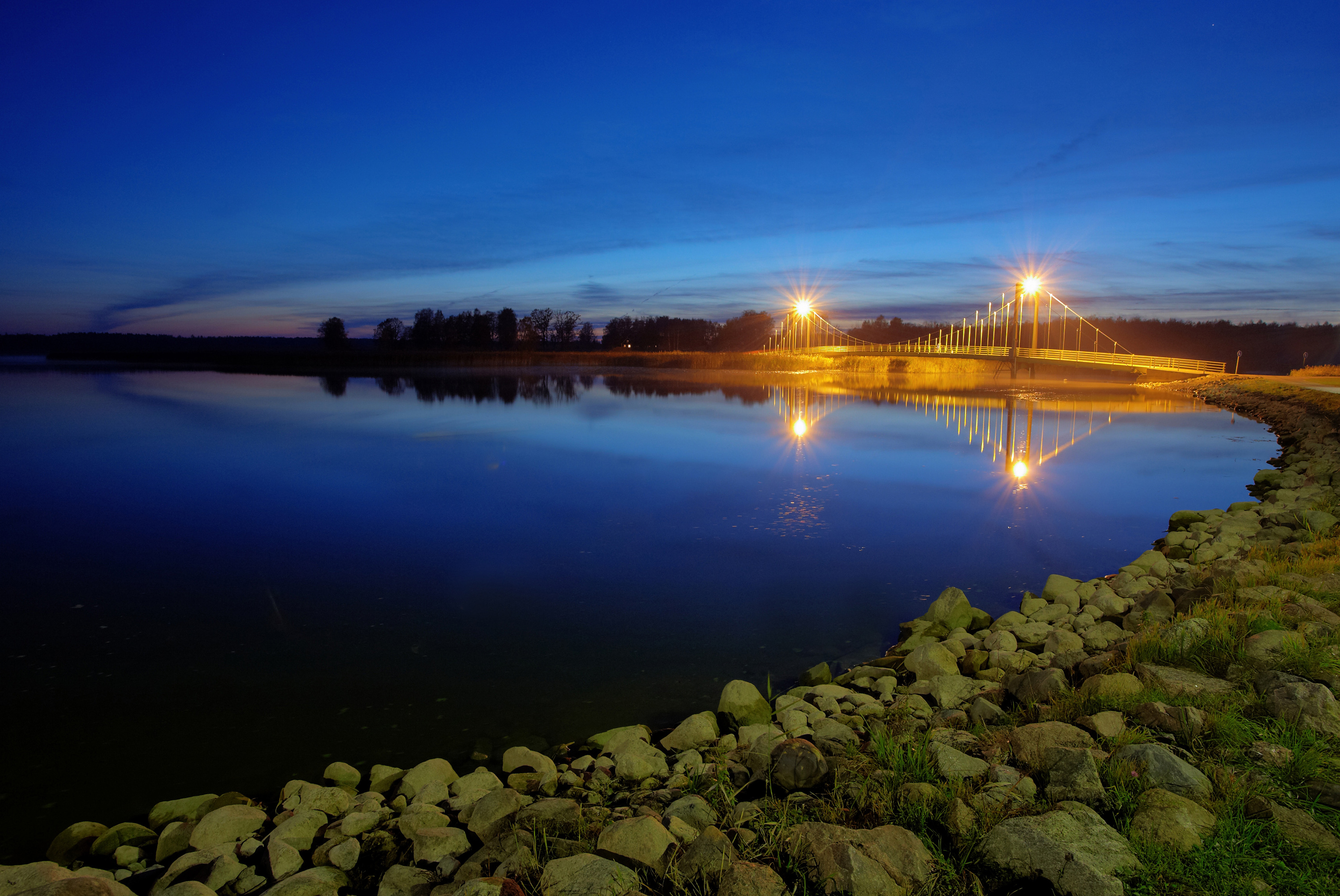
A Võru és Roosisaare közti gyalogoshíd a Tamula-tó északkeleti öblében
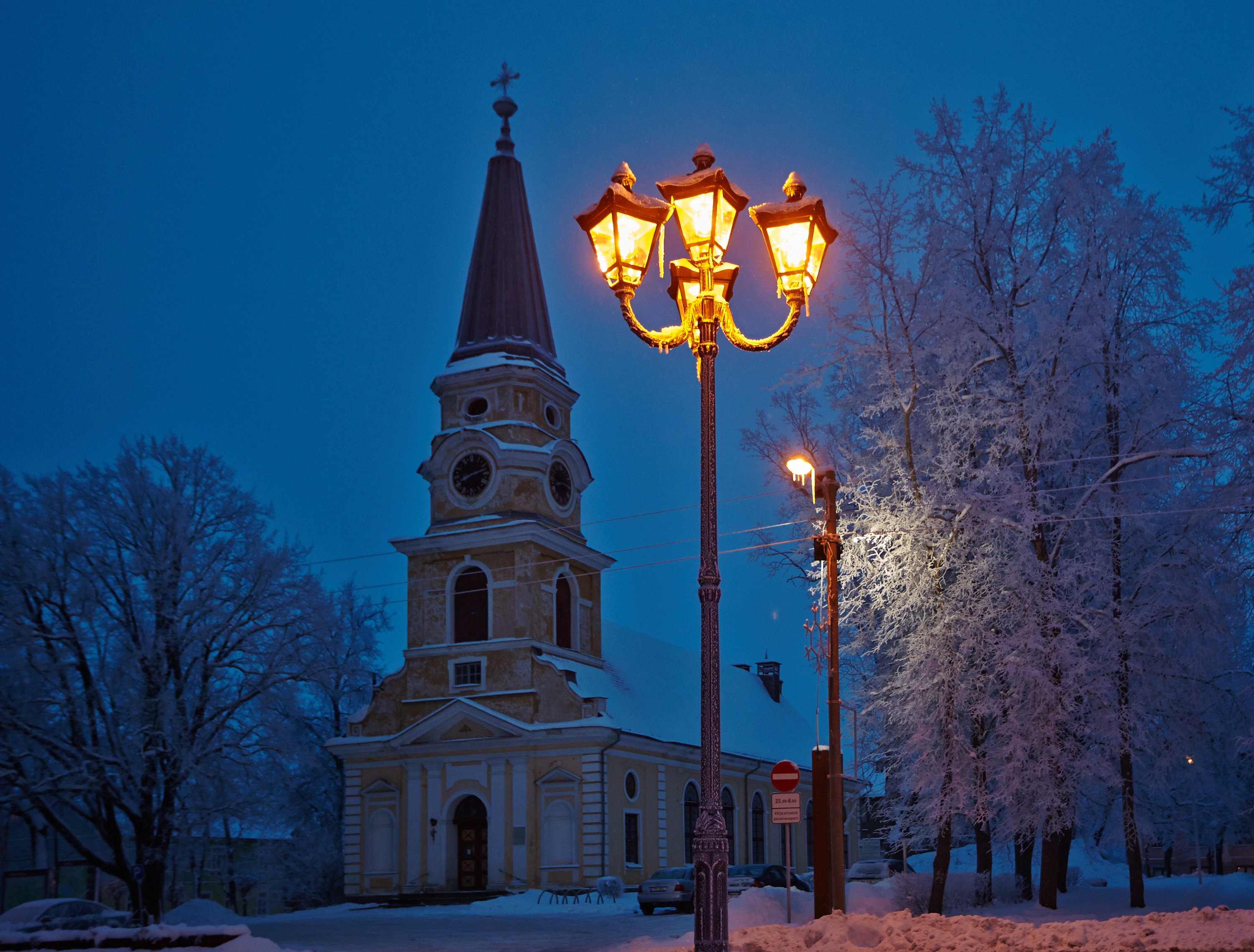
A Alexandriai Szent Katalin Evangélikus templom Võruban
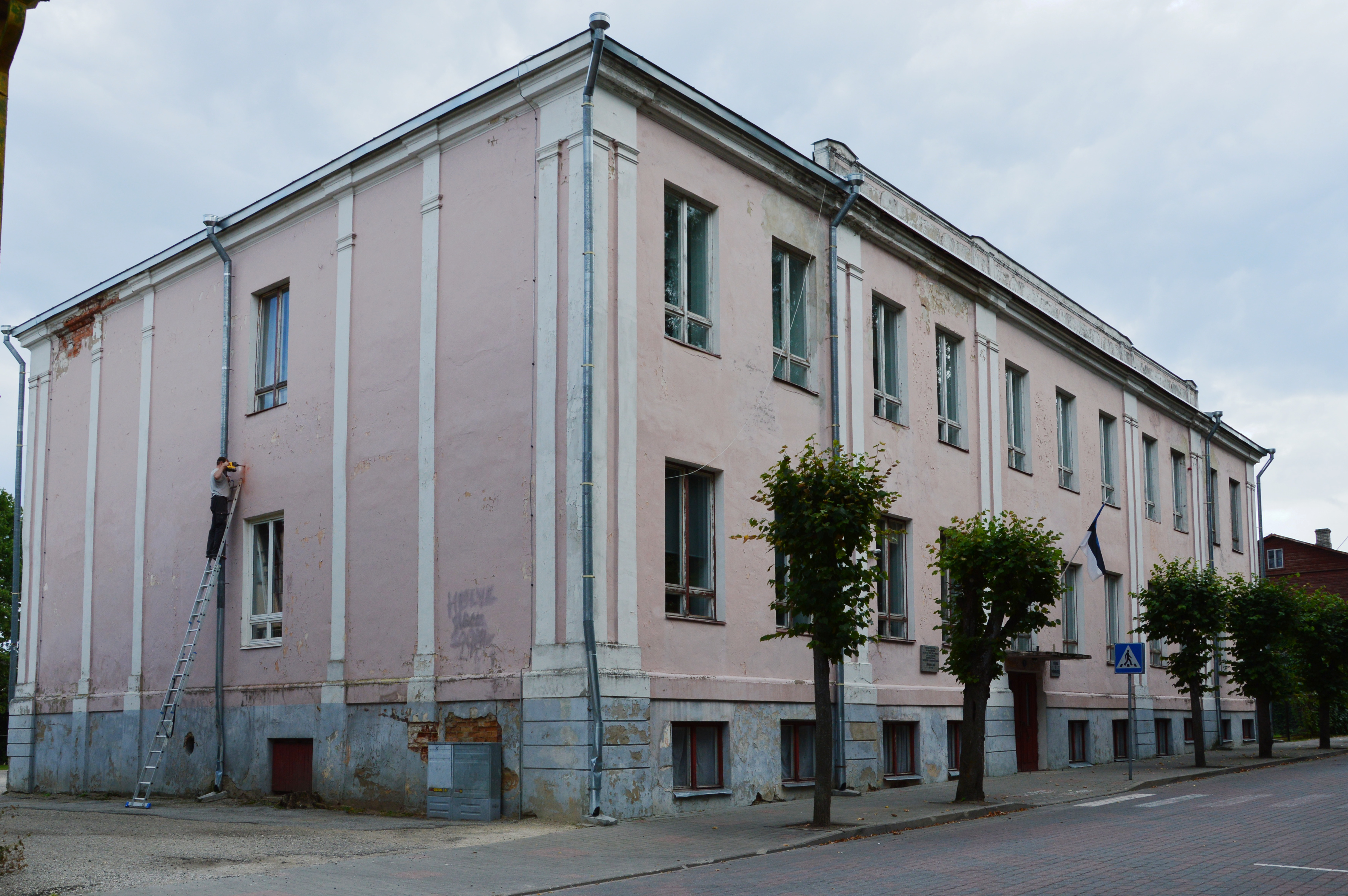
A legrégebbi általános iskola épülete
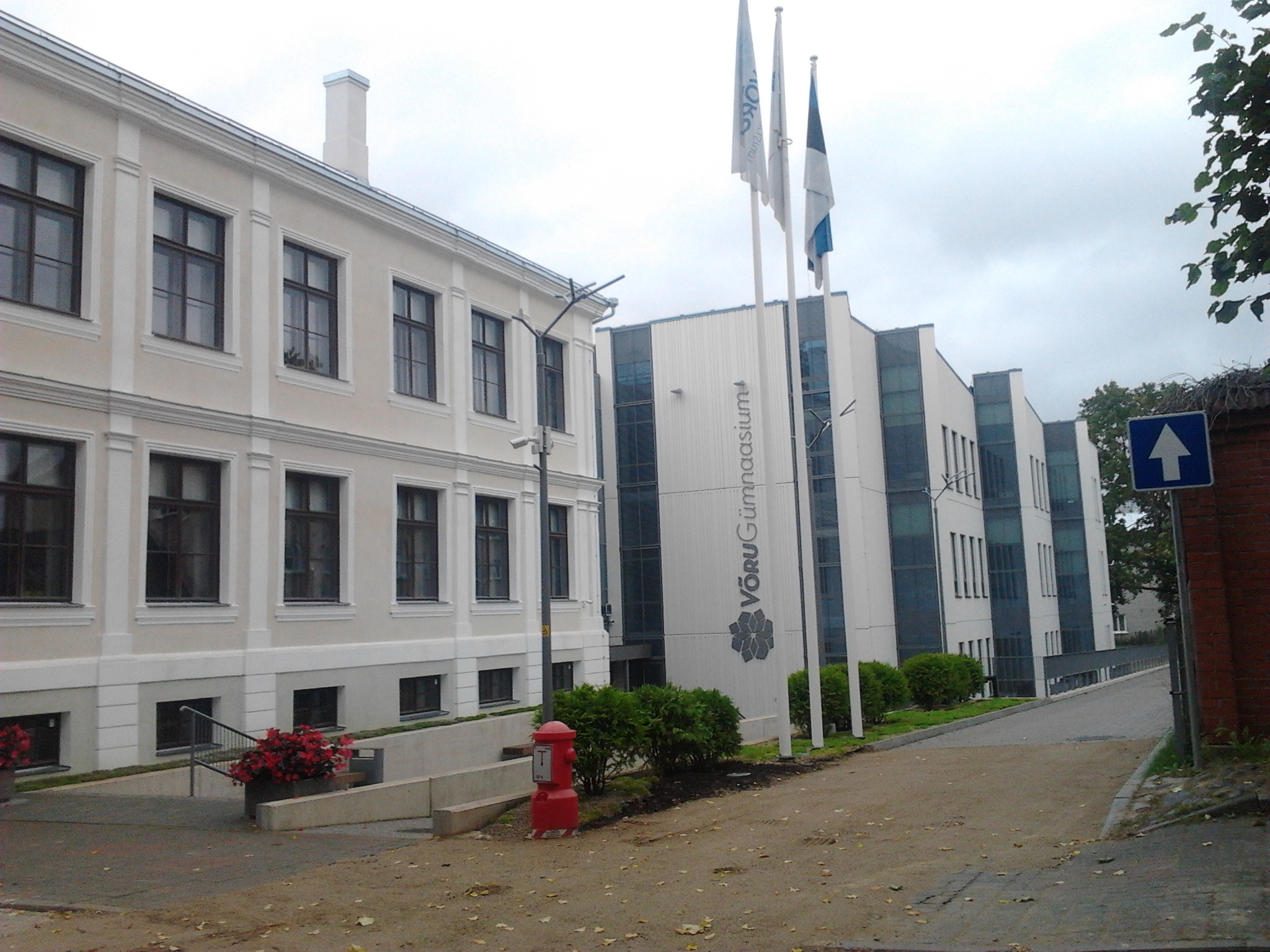
A Võrui Gimnázium épülete a Seminari utcában
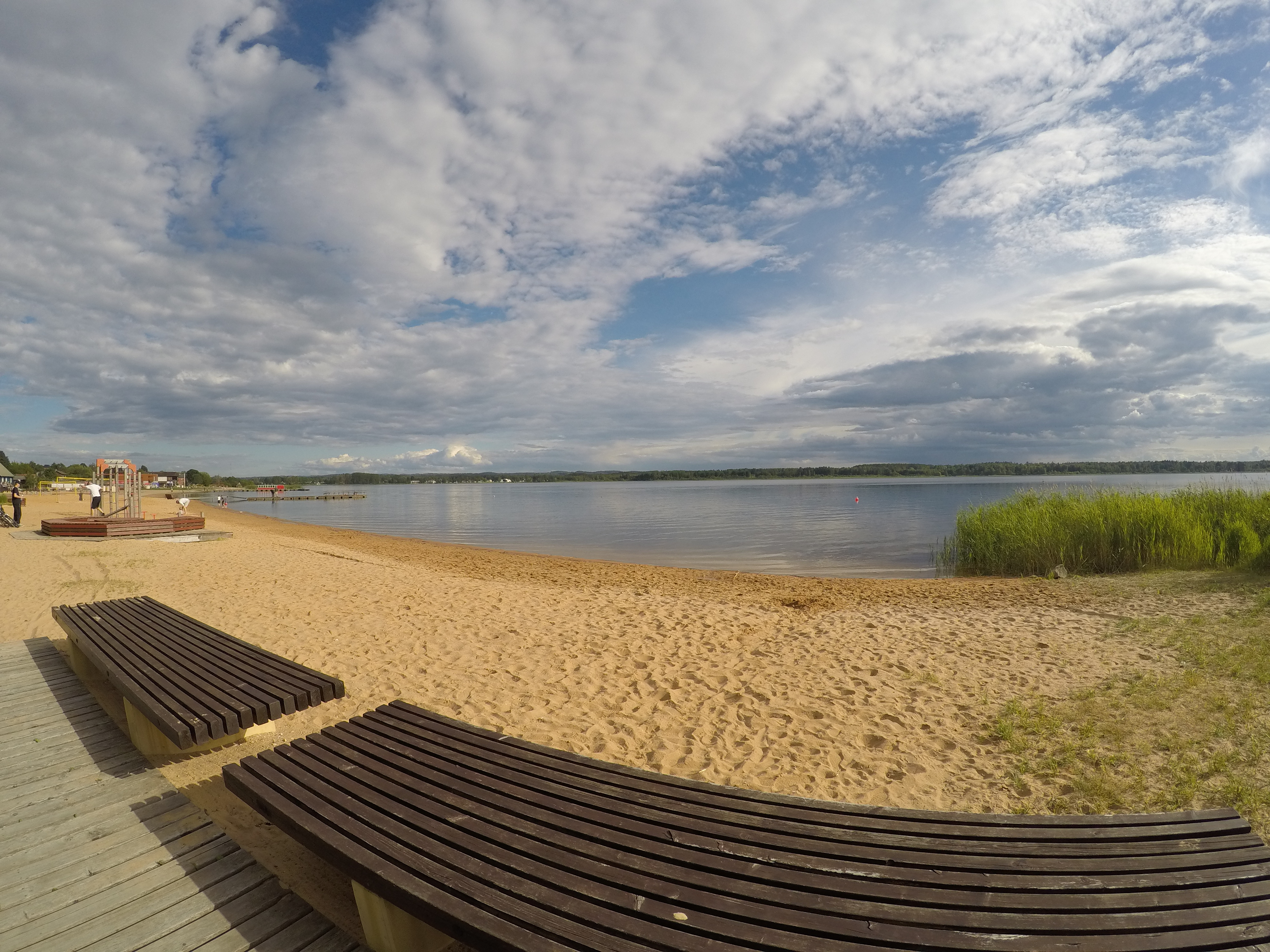
A Tamaula-tó partján húzódó strand
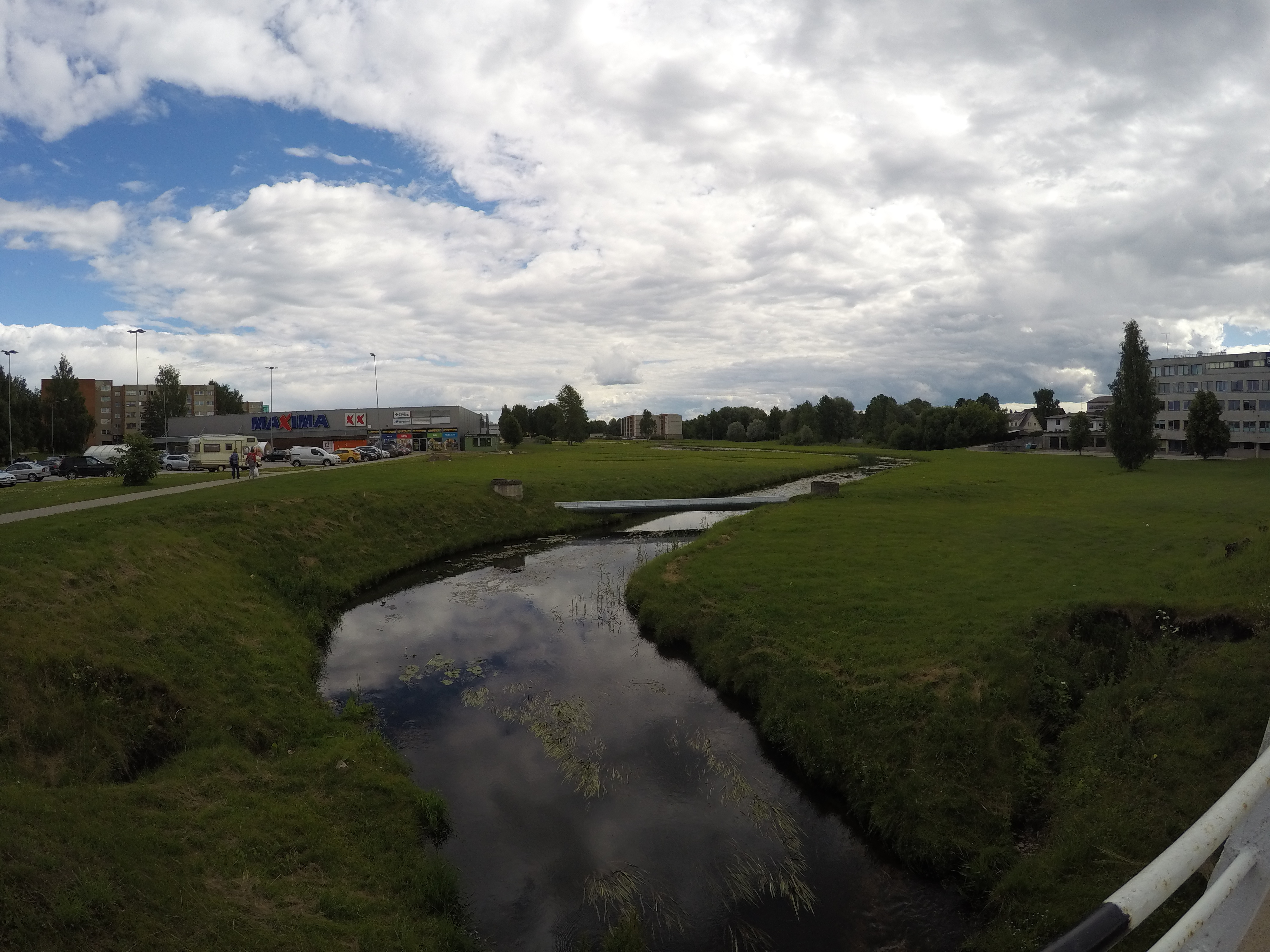
A Koreli patak a belváros közelében, háttérben a Maxima bevásárlóközponttal
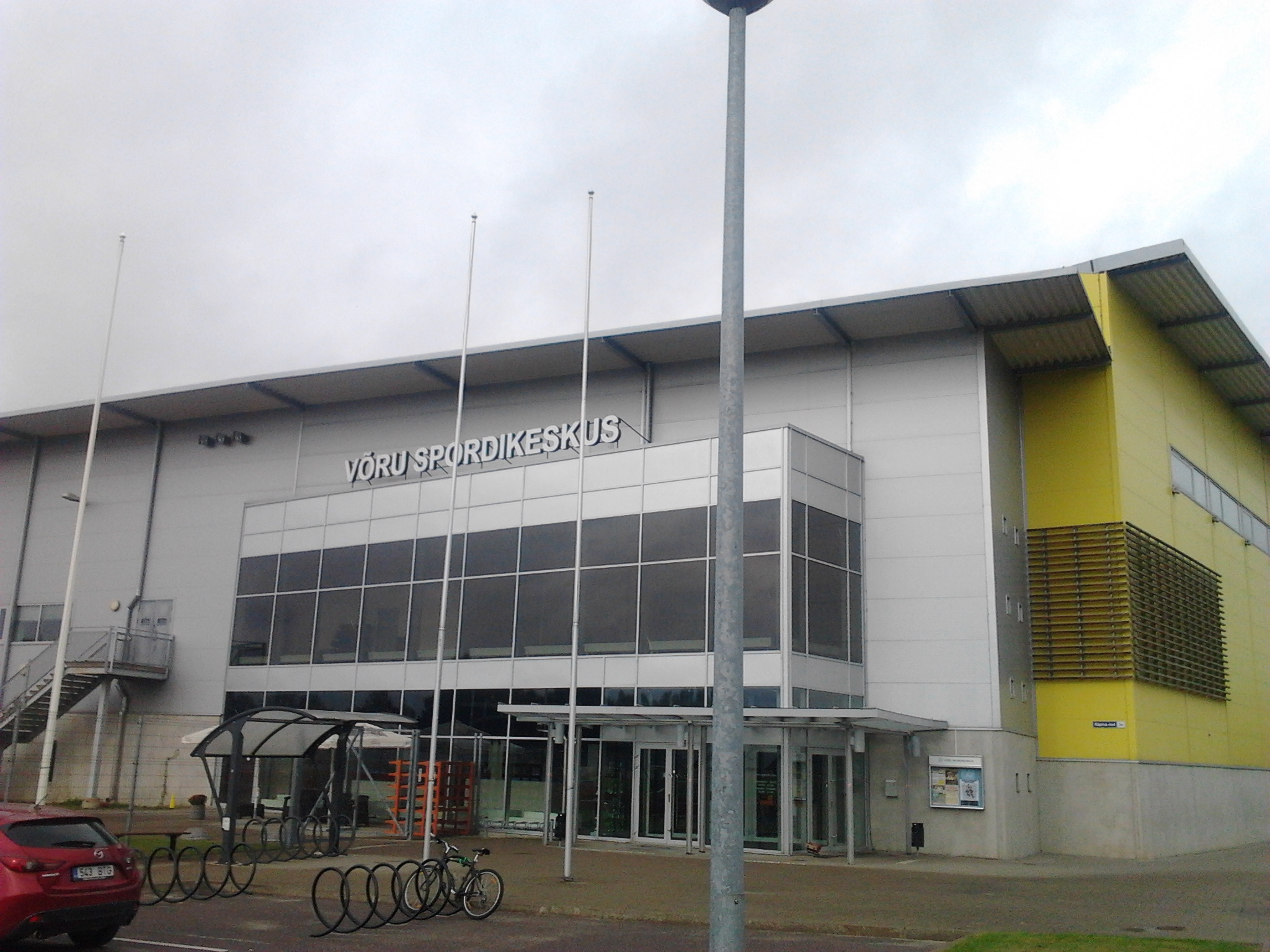
A Võrui Sportközpont (Võru Spordikeskus) főbejárata a Kooli utcában
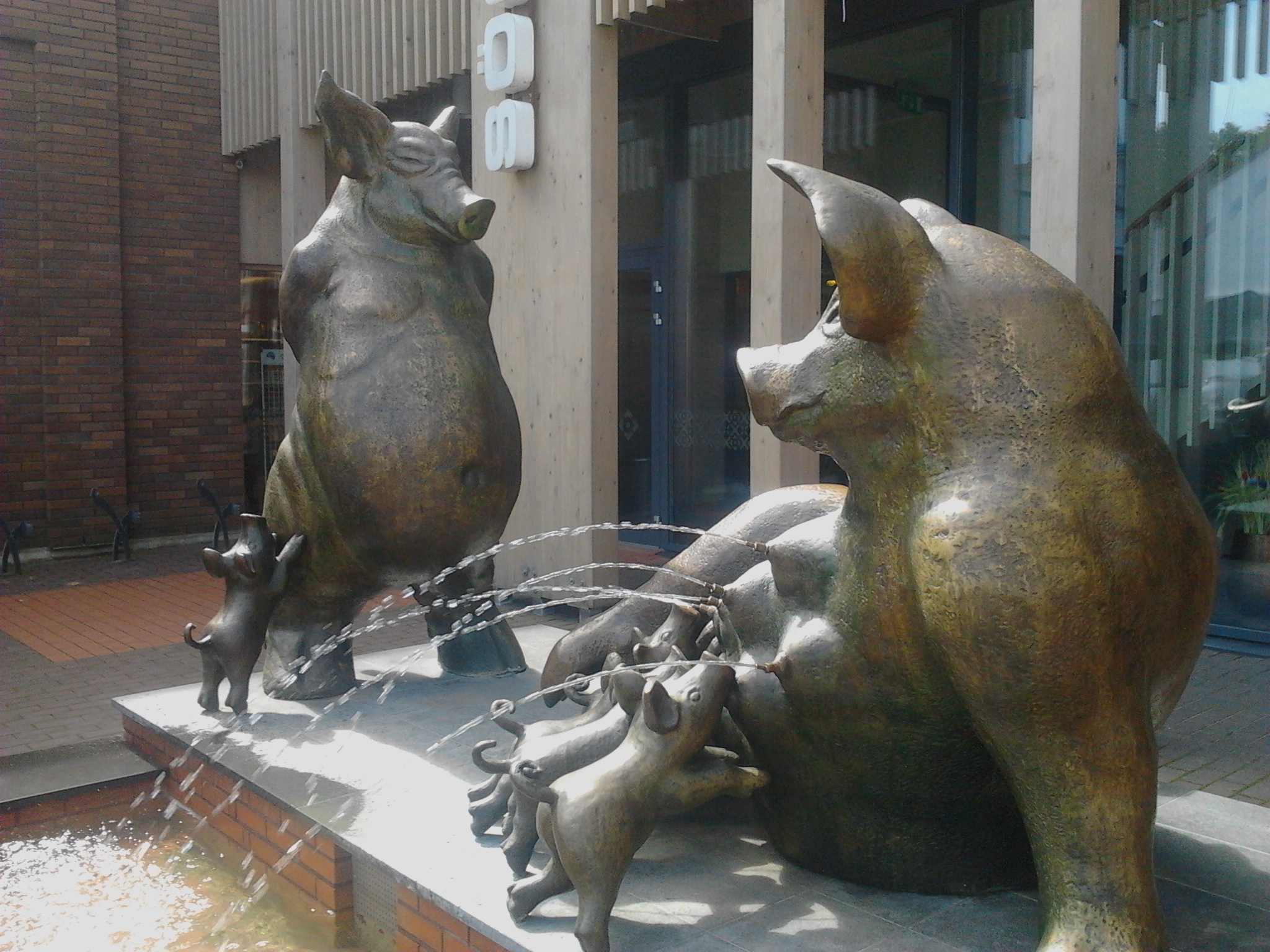
A Malac-család szobra Võru belvárosában a Turinform iroda közelében
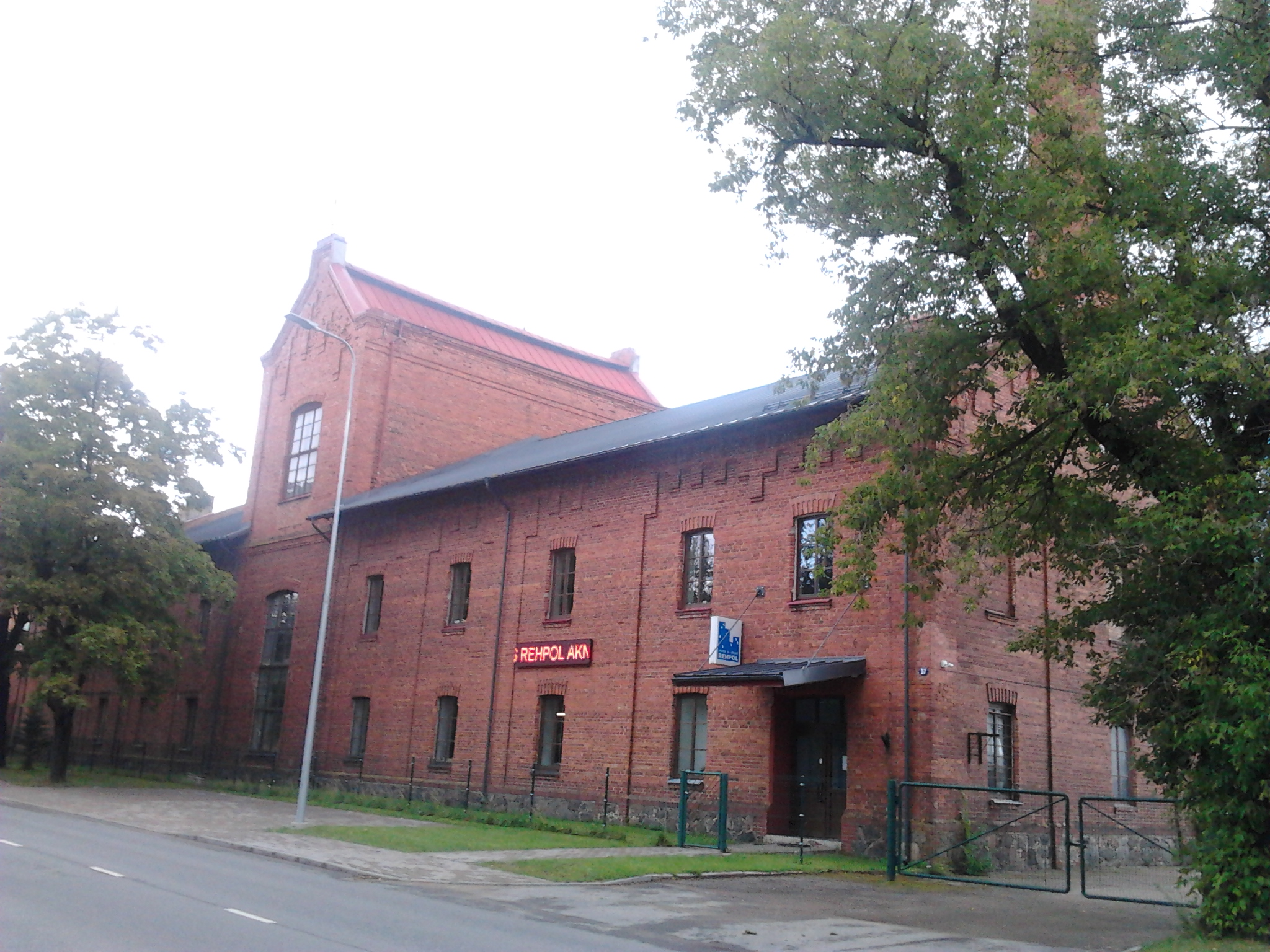
Az egykori szeszfőzde épülete 2017-ben a Friedrich Reinhold Kreutzwald úton
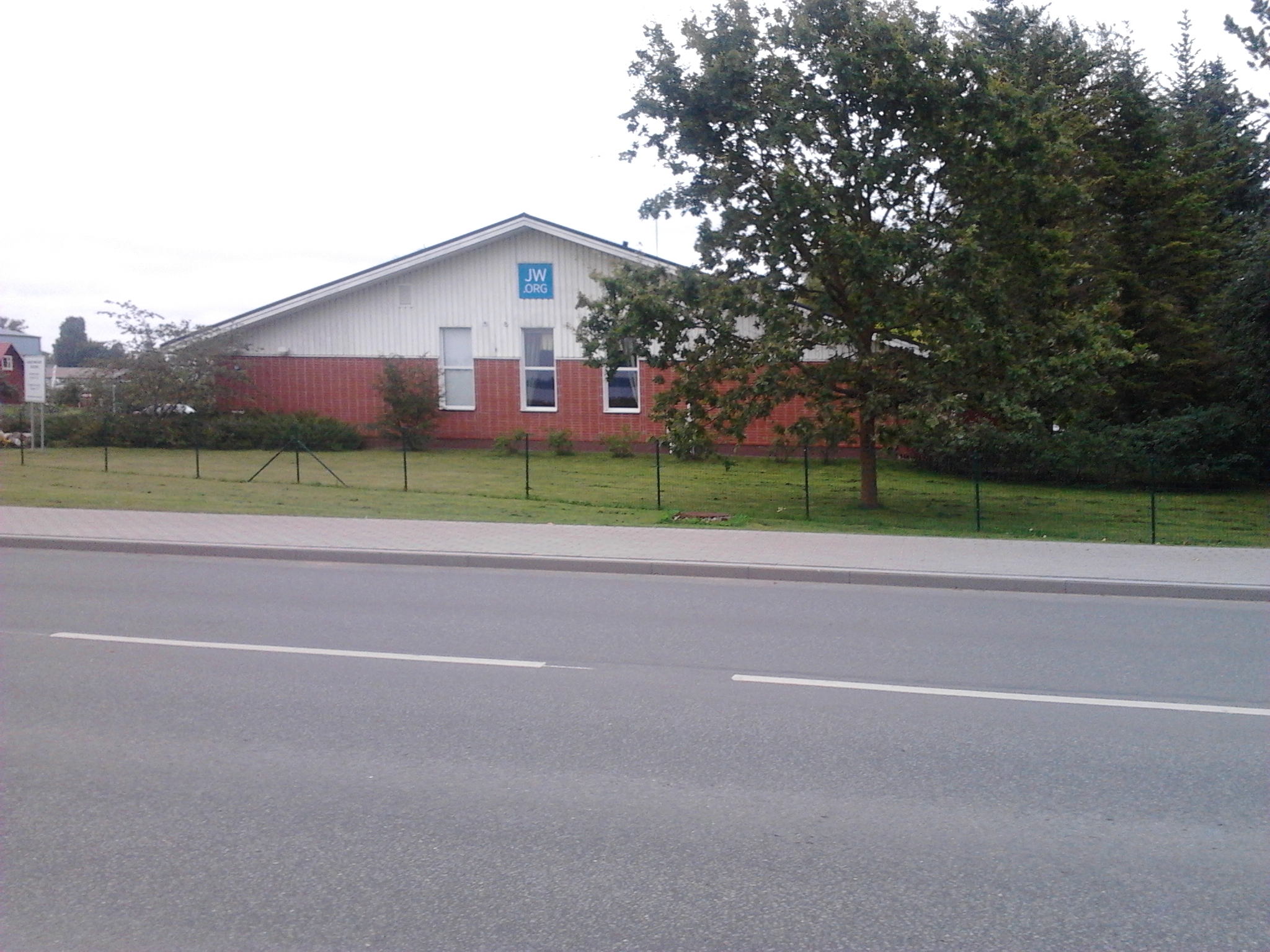
A Jehova Tanúi Egyház épülete a Friedrich Reinhold Kreutzwald úton
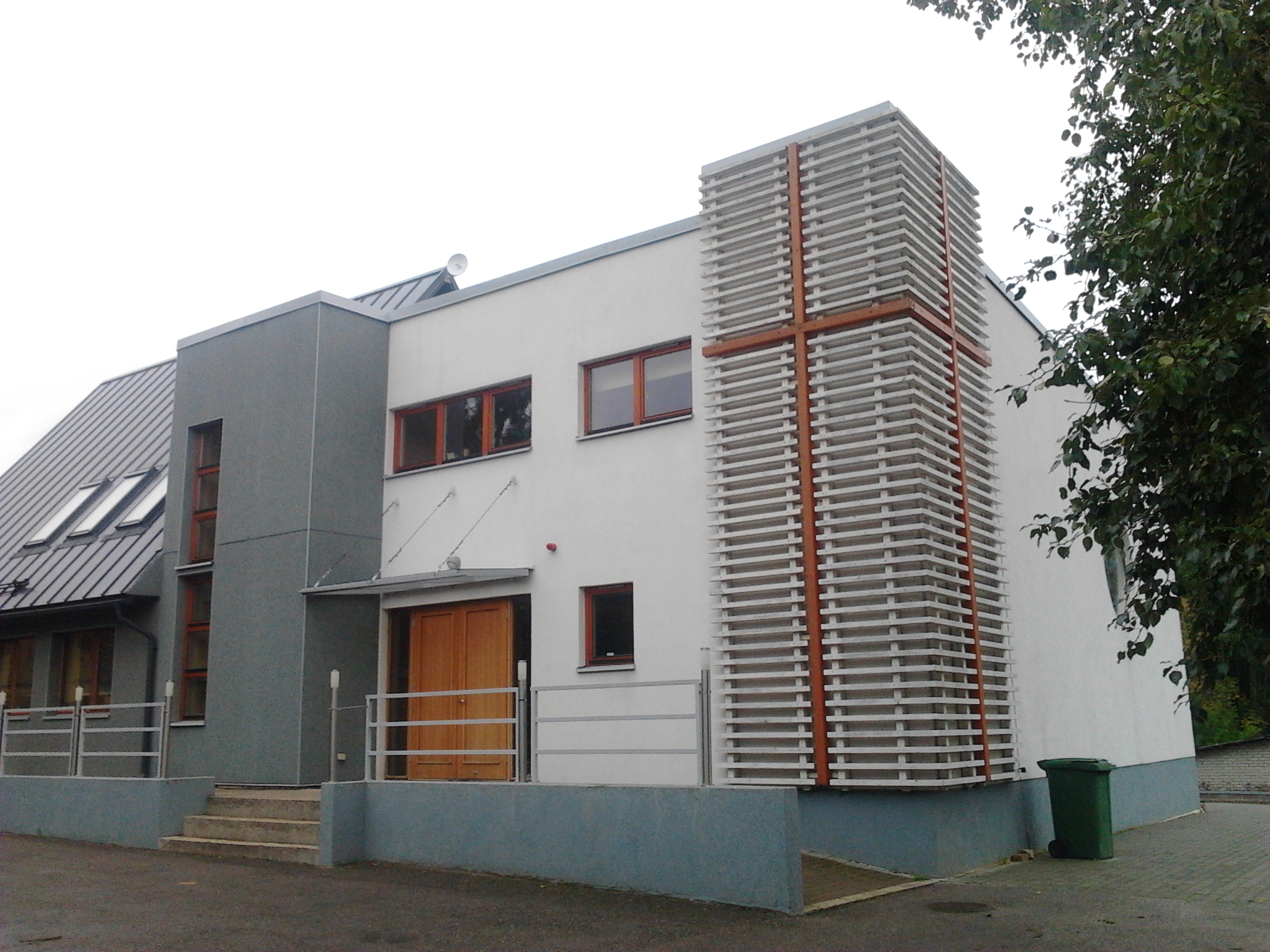
Az Észt Metodista Egyház épülete az Uus utcában
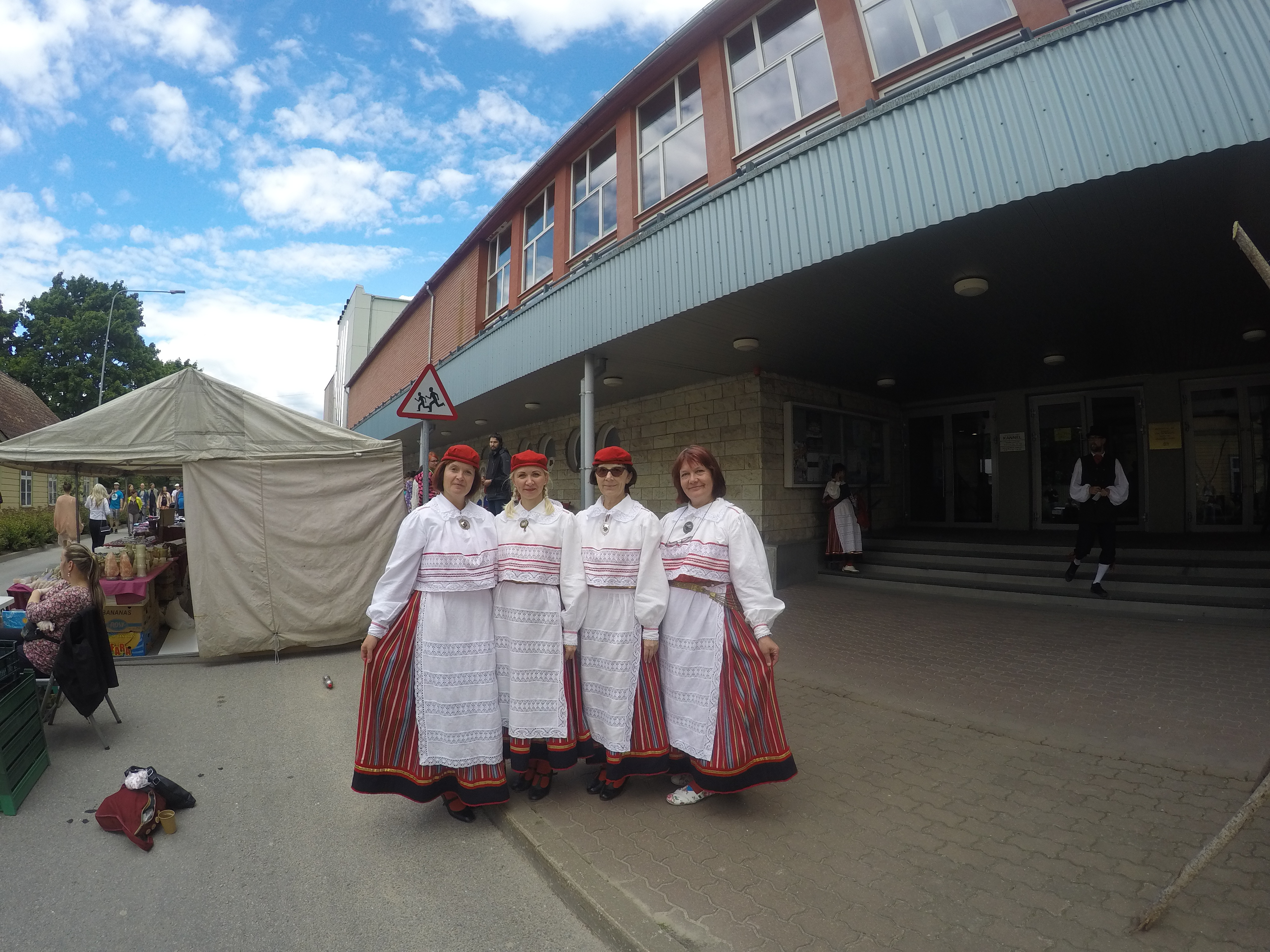
Észt népviseletbe öltözött nők a folklórfesztivál idején 2017-ben